# Alfonso XIII (barangay)
Alfonso XIII es un barangay o barrio urbano, sede del municipio filipino de segunda categoría de Quezon, perteneciente a la provincia de Palawan, en MIMAROPA, Región IV-B. Según el censo de 2020, tiene una población de 16 145 habitantes.

## Geografía
El barangay se encuentra situado al sur de la parte continental de la isla de La Paragua en su costa occidental al mar de la China Meridional. Linda al norte con el municipio de Aborlán, en ambas costas: al suroeste con el  Punta Baja (Rizal), en la costa oeste; al este con el de Sofronio Española y Narra;  y al sureste con el de Punta de Brooke (Brooke's Point).
Este barrio continental se sitúa en la parte central del municipio, en la costa oeste de la isla. Linda al norte con la costa, donde se encuentran las islas de Marantao. Al oeste están el cabo Hummock y las islas de Mangle Butuán, Maricabán, Mariquit, Cerical, Malanut y Triple Cima, todas en la bahía de Nakoda, y las de Sirinao, de Baja Hanura, estas últimas en la bahía de Malanut. Al este limita con el barrio de Tabón, donde se encuentran las cuevas del mismo nombre. Y al oeste linda con el barrio de Malatgao.

## Historia

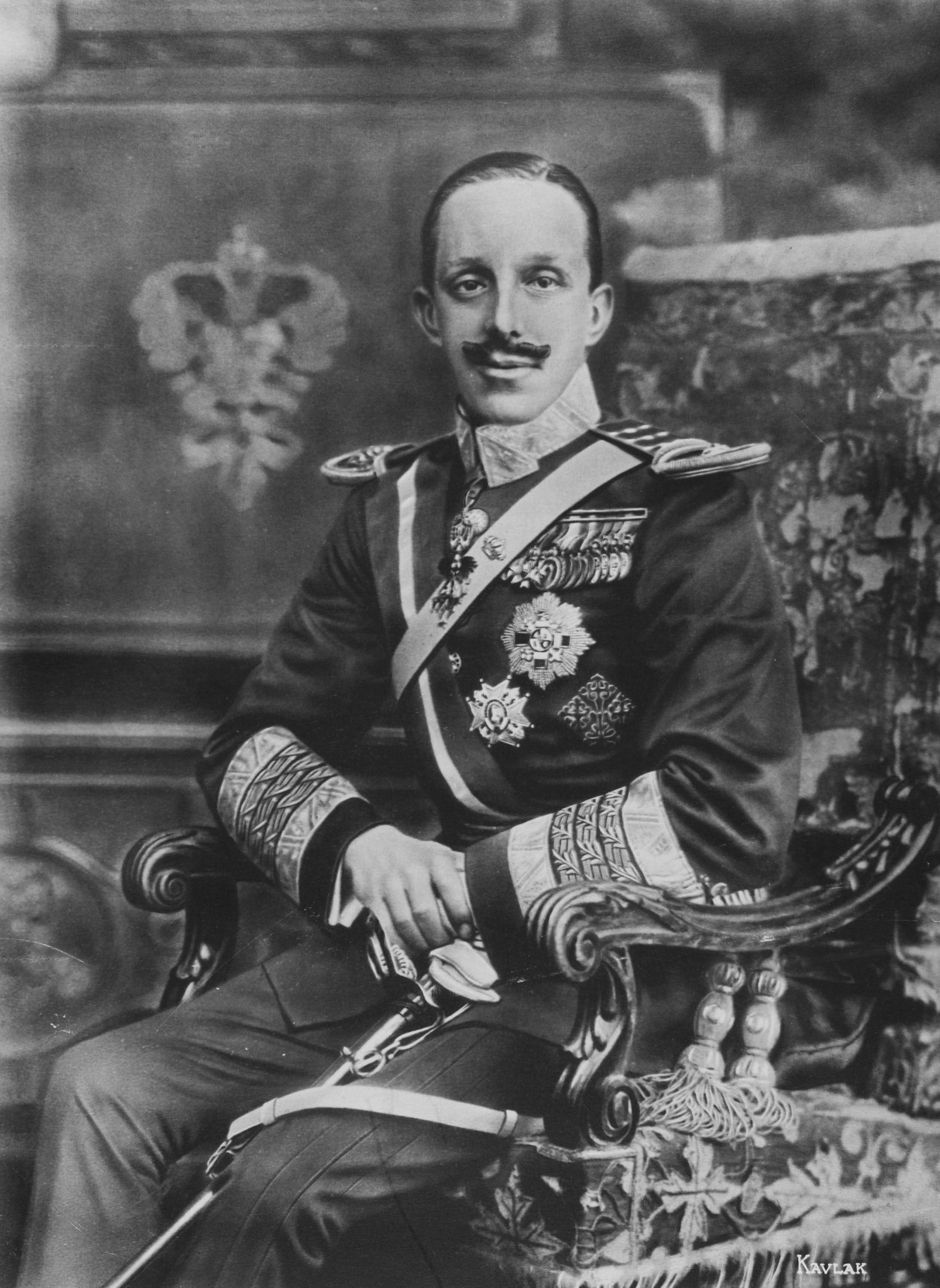
Alfonso XIII de España, llamado «el Africano».

Formaba parte de la provincia española de  Calamianes, una de las 35 del archipiélago filipino, en la parte llamada de Visayas. Pertenecía a la audiencia territorial  y Capitanía General de Filipinas, y en lo espiritual a la diócesis de Cebú. En 1858 la provincia fue dividida en tres: dos provincias, Castilla y Asturias, y la isla de Balábac. Este barrio pasa a formar parte de la provincia de Asturias, formada por un único municipio, Puerto Princesa, del que formaba parte el sitio de Alfonso XIII. En 1910 se segrega Aborlán.
Es la sede del municipio de Quezon, creado en 1951 con los barrios de Berong y Alfonso XIII de Aborlán;  de Iraán, Conduaga (Candawaga) y Canipán (Canipaan), y de Punta de Brooke.
En 1957, los sitios de Aramayguán (Aramaywan), Isugod, Tabón, Saguangán (Sowangan), Calumpang, Campong Ulay, Ransang, Conduaga (Candawaga), Culasián, Panalingaán,  Taburi,  Latud y de  Canipán (Canipaan)  se convirtieron en barrios.
El 14 de abril de 1983 se crea el municipio de Marcos, formado por los barrios de  Campong Ulay, Ransang, Conduaga (Candawaga), Culasián, Panalingaán,  Taburi,  Latud y de  Canipán (Canipaan).
En 1987 cambia su nombre por el de Rizal en honor de José Rizal.